# Татэлинджэй

33 буквы бирманского письма

Татэлинджэй (бирм. , крючкообразное та) — одиннадцатая буква бирманского алфавита и 19-я буква алфавита пали, встречается только в словах, заимствованных из пали, обозначает индийский глухой ретрофлексный взрывной звук (IAST ), который в бирманском произносится как обычный Т.
Произношение — /ta̰/. Прослушать звучаниео файле
Упрощённое написание . В палийских текстах встречается лигатура Тта .
В Юникоде букве соответствует U+100B (блок «бирманское письмо»).

## Слова
В бирманско-русском словаре Г. Ф. Мининой на татэлинджэй начинается только четыре слова.
- Тика — комментарий к тексту Типитаки.
- Тигасхэя — автор комментариев к палийским текстам.